# 全日本土地区画整理士会
一般社団法人 全日本土地区画整理士会（ぜんにほんとちくかくせいりしかい）は、日本の土地区画整理士で構成する業界団体。以前は国土交通省所管の社団法人であったが、公益法人制度改革に伴い一般社団法人へ移行した。土地区画整理士は強制的に加盟する必要はない。

## 概要
- 所在：東京都千代田区平河町2-4-13 ノーブルコート平河町4階

## 沿革
- 1984年11月26日 - 任意団体として設立
- 1985年4月1日 - 社団法人化

## 事業
- 土地区画整理事業施行者などからの要請に対する技術指導及び地権者に対する助言など
- 機関紙および会員名簿の配布
- 区画整理の実務参考書の出版
- 研究会、講習会及び講演会等の開催
- 土地区画整理事業の技術に関する調査、研究などの受託
- 都市基盤整備に関する国際交流